# António Ramalho Eanes

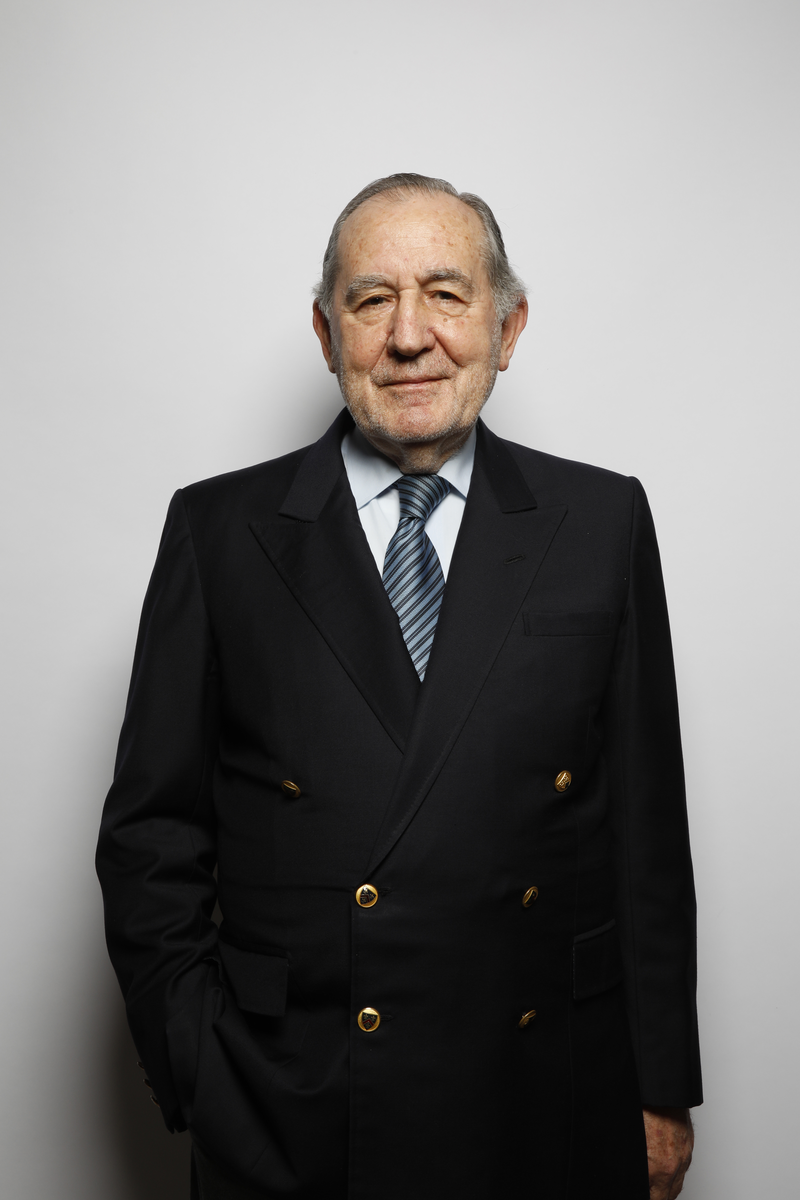
António Ramalho Eanes

António dos Santos Ramalho Eanes (Alcains, 25 januari 1935) is een Portugees officier, politicus en gewezen president.
Eanes werd geboren op 25 januari 1935 in Alcains, Castelo Branco. Zijn ouders waren niet welgesteld en hadden niet genoeg geld om hem te kunnen laten studeren aan een universiteit. Ramalho Eanes volgde daarom een opleiding aan de militaire academie en werd officier. Na zijn militaire opleiding bracht hij een groot deel van zijn militaire loopbaan in de Portugese overzeese provincies door. In Guinee-Bissau diende hij onder generaal António de Spínola en werd een van zijn volgelingen.
Na de Anjerrevolutie keerde Ramalho Eanes naar Portugal terug en werd lid van de Beweging van de Strijdkrachten (MFA). Hij werd programmadirecteur en later president van de raad van bestuur van de Portugese radio en televisie. Als volgeling van Spínola verloor hij na diens mislukte (rechtse) staatsgreep van maart 1975 zijn functies bij de televisie en radio. Nadien werkte hij bij de generale staf en kreeg de opdracht een geheime eenheid op te richten die de linksextremistische eenheden in het leger ten val moest brengen. Hij speelde een grote rol bij de verijdeling van de extreemlinkse staatsgreep van 25 november 1975, toen linkse officieren de macht wilden grijpen. Door zijn krachtdadig optreden werd Ramalho Eanes kort daarop benoemd tot chef van de generale staf. Hoewel sindsdien gewantrouwd door de linkse officieren, nam zijn invloed toe.
In 1976 had hij een belangrijk aandeel in de herziening van het pact tussen de MFA en de politieke partijen. Dankzij deze herziening werd de macht van de MFA verder ingeperkt en die van de partijen groter.
De toename van Ramalho Eanes' populariteit leidde tot zijn kandidaatstelling voor de eerste vrije Portugese presidentsverkiezingen van 27 juni 1976. Hij werd gesteund door de liberale PSD, de christendemocratische CDS en de sociaaldemocratische PS. Hij werd met ruim 61,5% van de stemmen tot president van Portugal gekozen. Hij volgde hiermee generaal Francisco da Costa Gomes op.
Op 7 december 1981 werd Ramalho Eanes met 56% van stemmen als president herkozen. In 1986 werd hij als president opgevolgd door Mário Soares van de Socialistische Partij.
António Ramalho Eanes bemoeide zich actief met de politieke gang van zaken in zijn land. Hij had een matigende invloed op de politiek en was zeer geliefd. Hij had echter weinig ervaring als politicus - wat hem natuurlijk ook niet valt kwalijk te nemen, omdat hij als militair in 1974 rechtstreeks in de politiek belandde. Misschien is dit ook de reden dat hij en zijn Democratische Vernieuwingspartij (PRD) - opgericht tijdens zijn presidentschap - na zijn presidentschap geen politieke successen wist te boeken. Reeds in 1987 legde hij het voorzitterschap van de PRD neer en trok zich uit de politiek terug.
In 1985 werd Ramalho Eanes onderscheiden met de Royal Victorian Chain.
Ramalho Eanes is getrouwd met Maria Manuela Duarte Neto. Zij is een zeer politiek actieve vrouw, vooral tijdens het presidentschap van haar man, toen ze regelmatig spreekster was bij partijbijeenkomsten van de PRD.